# Chrenovec-Brusno
Chrenovec - Brusno (hongrois : Tormásborosznó) est un village de Slovaquie situé dans la région de Trenčín.

## Histoire
La première mention écrite du village date de 1243.

## Démographie

### Évolution de la population
| Année:               | 1994. | 2004.   | 2014.   | 2024.   |
| -------------------- | ----- | ------- | ------- | ------- |
| Nombre de personnes: | 1279  | 1335    | 1366    | 1413    |
| Différence:          |       | +4,37 % | +2,32 % | +3,44 % |

| Année:               | 2023. | 2024.   |
| -------------------- | ----- | ------- |
| Nombre de personnes: | 1418  | 1413    |
| Différence:          |       | -0,35 % |